# ドラウ谷線
ドラウ谷線（ドイツ語;Drautalbahn）は、オーストリア国鉄の鉄道路線の名称である。イタリア・オーストリア・スロヴェニアの3国にまたがる路線で、マリボル（スロベニア）とサン・カンディド（イタリア）を結ぶ。
路線番号は細かく分かれており、ブライブルク - クラーゲンフルト間が620、クラーゲンフルト - シュピッタル間が601、シュピッタル - サン・カンディド間が223となっている。スロヴェニア国内の区間には路線番号が設定されていない。

## 歴史
現在のドラウ谷線はマリボル - フィラッハ区間のケルンテン鉄道、フィラッハ - リエンツ区間の元のドラウ谷鉄道、プスター鉄道の一部が結合されている。現在の名称は1918年以後チロル分割の結果で表示された。

### 南部鉄道ケルンテン線
ケルンテン線は帝国特任南部鉄道会社（k.k. Previlegierte Südbahngesellschaft）によりマルブルクからフィラッハまで建設された。別の会社が1856年に与えられた建設許可を保有したものの、建設プロジェクトの資金を調達できなかった。1857年「鍬入れ」の際にその会社が建設許可を持っていた。鉄道敷設権はその後クレジット銀行（Creditanstalt）に渡され、一部の建設許可は再び南部鉄道に与えられた。1862年11月13日に蒸気機関車の通行がマルブルク - ザルデンホーフェン区間ですでに開始された。1863年5月31日にマーブルク - クラーゲンフルト区間が、1864年5月30日にクラーゲンフルト - フィラッハ区間がそれぞれ開通された。後者の工事は1862年春に着手された。

### 元のドラウ谷線および南部鉄道プスター谷線
路線延長は最初の頃には計画されなかった。政治的、軍事的な戦略でオーストリア南部線とブレンナー線を連結する目的でフィラッハ - フランツェンスフェステー区間の建設が決定された。元のドラウ谷線およびプスター谷線は1871年11月20日にそれぞれ開業された。プロジェクトは国家の支援で実行された。

### オーストリア連邦鉄道
ハプスブルク帝国の解体以後、マーブルク - フランツェンスフェステー区間は三つの国で分割されることとなった。オーストリアでは元のドラウ谷線とケルンテン線がドラウ谷線として統合された。一方、イタリアではプスター谷線の名称は保存された。クラーゲンフルトで分岐するローゼン谷線およびフィラッハで分岐するルードルフ線は、この路線と南部線を連絡することとなった。
1960年代にクラーゲンフルト - フィラッハ区間は電化されて、複線で改修された。1964年ヤウン谷線がクラーゲンフルトとラヴァントタールの直接連結の目的で開業されるまで、ラヴァント谷線はドラヴォグラード駅の接続でその区間を連絡した。

### ÖBBグループ
複線化と移設区間の橋梁・トンネルの建設は2001年よりグラーツ - クラーゲンフルト高速鉄道プロジェクトの一環として行われている。2016年5月ドラーヴァ川西岸のアルトホーフェン - クラーゲンフルト間の複線化・改修工事が完了した。2023年4月3日よりブライブルク - クラーゲンフルト間の旅客列車運行が高速鉄道プロジェクトの関係で一時的に中止となって、同年12月に再開される予定である。

## 運行形態
ブライブルク - オーバードラウブルク区間の運賃システムはケルンテン運輸連合（Verkehrsverbund Kärnten, VVK）により管理される。

### 超特急「レイルジェット(RJ)」
下記2系統が運行している。
- ウィーン - フリーザハ - フィラハ ( - ベネチア )
2時間に1本の運行。フリーザハ以北は、600号線に直通する。半数がフリーザハ/ペアチャハ通過、残り半数がトライバッハ/フェルデン通過で運行され、交互に運行している。なお、一日2往復に限りイタリア国鉄15号線経由でベネチアまで直通し、クラーゲンフルト - フィラハ間ノンストップとなる。
過去の運行形態
2017年以前は、ベネチアに乗り入れていなかった。
2018年度より、ベネチアへの直通を開始した。ベネチア直通列車も、ペアチャハかフェルデンの一方に停車していた。
2024年度より、ベネチア発着便はクラーゲンフルト - フィラハ間ノンストップとなった。

- ウィーン - フリーザハ - フィラハ - リーエンツ
一日1往復の運行。フリーザハ以北は、600号線に直通する。
2018年度に限り、リーエンツに直通していなかった。2022年度以前は、リーエンツへの直通が週5往復であったが、2023年度に週6往復、2024年度に毎日運行となった。

- クラーゲンフルト - シュピッタル - ザルツブルク - ウィーン/ミュンヘン
2時間に1本に運行。シュピッタル以北は220号線に直通する。半数がクルンペンドルフに停車する。
2016年以前は、ミュンヘン発着便がユーロシティ(EC)、ウィーン/ザルツブルク発着便がインターシティ(IC)として運行していた。また、一日1往復に限り、フィラハで乗換が必要となる列車もあった。

### 寝台特急「ナイトジェット(nightjet)」
下記3系統が運行されている。2017年以前はユーロナイト(EN)として運行していた。
- ウィーン - クラーゲンフルト - フィラハ - ローマ （一日1往復）
フリーザハ以北は600号線に、フィラハ以南はイタリア国鉄15号線に直通する。
2022年度以前は、西行に限りフリーザハにも停車していた他、ザンクトファイトは上下とも通過していた。

- ベネチア - フィラハ - ザルツブルク - ウィーン/ミュンヘン （一日1往復）
シュピッタル以西は220号線に直通する。フィラハ以南はイタリア国鉄15号線に直通する。
2016年以前は、ザグレブ/リイェカ方面の車両を連結していなかった。2022年度以前は、フィラハ以北で、ザグレブ/リイェカ方面のユーロナイト(EN)と併結していた。

- ミラノ/ローマ - フィラハ - ザルツブルク - ミュンヘン （一日1往復）
シュピッタル以西は220号線に直通する。フィラハ以南はイタリア国鉄15号線に直通する。
2016年末に運行を開始した。

### 寝台特急「ユーロナイト(EN)」
下記1系統が運行されている。
- ザグレブ/リイェカ - フィラハ - シュピッタル - チューリヒ/シュツットガルト （一日1往復）
シュピッタル以西は220号線に直通する。フィラハ以南は651号線に直通する。
過去の運行形態
2016年以前は、ドイツ方面とスイス方面が別々の列車で、合わせて一日2往復運行していた。ドイツ方面の列車は、ベネチア方面のナイトジェット(nightjet)と併結していた他、ミュンヘン - フィラハの運行で、シュピッタルを通過していた。
2017年度より、ドイツ方面発着の列車が、フィラハ以東でナイトジェットと分離し、ザグレブ/リイェカ方面まで運行する様になった。
2020年秋から2021年7月まで、両列車とも運行を休止していた。
2023年度より、ドイツ方面とスイス方面の両列車が併結を開始し、一方でナイトジェットとは別列車となった。シュピッタルは停車に統一された。

### 特急「ユーロシティ(EC)」
下記1系統が運行している。
- クラーゲンフルト - シュピッタル - フランクフルト/ルール地方
一日2.5往復の運行。シュピッタル以北は220号線に直通する。

2023年12月から2024年7月まで、うち1.5往復がインターシティ・エクスプレス(ICE)の種別で運行していた。
- 過去の運行系統
  - ウィーン - フリーザハ - フィラハ - ヴェネツィア
一日1往復の運行していた。フリーザハ以北は600号線に、フィラハ以南はイタリア国鉄15号線に直通していた。停車駅は、トライバッハ・フェルデン停車のレイルジェット相当で、クルンペンドルフ、ペアチャハを通過していた。2017年末に、レイルジェット(railjet)に格上げとなった。
  - ミマラ号：　ザグレブ - フィラハ - シュピッタル - フランクフルト
2023年度に限り、一日1往復運行していた。クラーゲンフルト発着のブラウエル・エンツィアン号に併結され、シュピッタル以北は220号線に直通していた。フィラハ以東は併結を解除し、221号線に直通していた。

### 特急「インターシティ(IC)」
下記2系統が運行している。
- クラーゲンフルト - シュピッタル - ザルツブルク
一日3.5往復の運行。特急ユーロシティと合わせて、2時間間隔の運行となっている。シュピッタル以北は220号線に直通する。フェルデンにも停車し、西行片道1本に限りクルンペンドルフに停車する。
過去の運行形態
2016年以前は、レイルジェット(RJ)のオーストリア国内便がインターシティ(IC)として運行しており、合計で一日4往復となっていた。
2017-19年は一日1往復の運行で、クルンペンドルフは通過していた。
2020年度は一日2往復運行していた他、西行片道1本に限りシュネルツーク(D)が設定された。
2020年末に一日3往復に増発され、この時クルンペンドルフに停車する列車が設定された。
2024年度より、西行1本運行していたシュネルツーク(D)がインターシティ・エクスプレス(ICE)に格上げされた。2024年7月に、インターシティ(IC)に統合された。

- ウィーン - フリーザハ - フィラハ ( - リーエンツ)
一日4往復の運行。フリーザハ以北は600号線に直通する。うち1往復に限りリーエンツに直通し、トライバッハとフェルデンを通過する。
過去の運行形態
2017年以前は、リーエンツ発着の一日1往復の運行で、レイルジェット(RJ)として運行していた。（2016年以前は、シュネルツーク(D)を併結する形）
2017年末に、インターシティ(IC)に種別変更となった。
2023年度より、フィラハ以北で増発され、一日3往復となった。
2024年度より、フィラハ以北で増発され、一日4往復となった。

### 特急「シュネルツーク(D)」
下記2つの系統に分かれる。
- ウィーン - フリーザハ - フィラハ
フィラハ→ヴィーンの片道のみ、週1本の運行。フィラハ方面行は臨時列車としてのみ運行する。
過去の運行形態
2016年以前は週3往復の運行で、超特急レイルジェットに併結されていた他、うち1往復はリエンツまで直通していた。
2017年以降、独立して運行され、定期列車は東行片道1本のみとなった（ただし現在のインターシティ(IC)の前身となる列車が他に運行していた）。

- ウィーン - フリーザハ - リーエンツ　【金・日曜運行】
金曜日の西行、日曜日の東行のみ、週1往復の運行。フリーザハ以北は600号線に直通する。
過去の運行形態
2018年末に運行を開始した。当初は、西行がクラーゲンフルト止まり、東行がフィラハ始発で、西行は夏季に限りフィラハまで延長し、クラーゲンフルト - フィラハ間各駅に停車していた。
2019年末に、インターシティ(IC)格上げとなり、リーエンツまで延伸となった上で、上り・下りとも2本に増発された。当時は上下ともグライフェンブルクを停車していた。
2023年度より、シュネルツーク(D)に種別が変更され、週1往復に減便となった。この時、東行に限りグライフェンブルク通過となった。

- 過去の運行系統
  - フィラハ - リエンツ
2018年以前、一日1往復運行していた。ただし、土曜日はフィラハ方面のみ、日曜日はリエンツ方面行のみの運行であった。

### 快速「レギオナルエクスプレス(REX)」
下記5つの系統に分かれる。
- ウンツマルクト - フリーザハ - ザンクトファイト( → クラーゲンフルト)
平日と土曜日の朝のみ、一日1往復の運行。土曜日および夏季はフィラハまで運行する。フリーザハ以北は600号線から直通する。西行は、クラーゲンフルトまで、ザンクト・ゲオルゲンとグランドルフを除く各駅に停車する。

- (フリーザハ - )クラーゲンフルト - フィラハ( - シュピッタル/アーノルドシュタイン/ローゼンバッハ)
朝のみ、平日一日2.5往復、土曜日一日1往復、休日はフィラハ発フリーザハ行片道1本のみの運行。うち1往復がフリーザハ発着となる他、南方向は660号線や670号線に直通する便もある。

- ザンクトファイト/クラーゲンフルト - フィラハ - シュピッタル ( - リエンツ)
朝にリエンツ発クラーゲンフルト方面行が一日2本、夕方にザンクトファイトおよびクラーゲンフルト始発のリエンツ行が1本、シュピッタル行が2本運行される。土曜・休日は朝便のみの運行。シュピッタル以西は各駅停車で、普通列車として運行する。朝の便は、フェーダーラハ、ペアチャハ、クルンペンドルフを通過する。夕方の便は、フィラハ以東とシュピッタル以西を普通列車として運行する。
2021年以前は、朝の普通がリーエンツ出発時から快速として運行していた。ただしシュピッタル以西は現在同様各駅停車。また、夕方便は3本ともリエンツまで直通していた。

- フィラハ - シュピッタル - マルニッツ　【夏季運行】
季節限定で、一日1往復の運行。シュピッタル以北は220号線に直通する。パーターニオンを通過する。
2020年に運行を開始した。2020年度は一日2往復の運行であった。

- リエンツ → サンカンディド　【夏季運行】
一日あたり、午後に限り毎時1本のみの運行。ヴェルシアコ・エルモを通過する。

- ジリアン - サンカンディド - フォルテッツァ　【冬季運行】
冬季のみ、毎時1本の運行。サンカンディド以西はイタリア国鉄210号線に直通する。

- 過去の運行系統
  - フィラハ → フェルトキルヒェン → ザンクトファイト → クラーゲンフルト
2022年度以前、平日と土曜日の朝のみ、片道一日1本運行していた。ザンクトファイト以北は651号線から直通していた。

### 普通(LP)
マリボル - ルシェ間に一日10.5往復の運行で、うち5.5往復がプレヴァリェまで、さらにそのうち2往復がブライブルクまで運行される。休日は本数が少なく、土曜日と冬季の日曜日はマリボル～ルシェ間一日1往復、夏季の日曜日はマリボル～ルシェ間一日3往復、ルシェ～プレヴァリェ間一日1往復の運行。

### 普通「Sバーン」
- S1系統：　リエンツ - フリーザハ
1時間に1本運行するのが基本。平日に限り、フィラハ - シュピッタル間で毎時1本が増発される。
過去の運行形態
かつてはシュピッタル - フリーザハ間がS1系統とされ、リエンツまで直通する便はシュピッタルで種別がレギオナルツーク(R)に変更されていた。また、平日・土曜日は運行系統も概ね分かれていた。土曜日も1時間に1本の運行だが、半数がシュピッタル - フリーザハ間の区間運転となっていた。休日は2時間に1本の運行であった。
2015年12月のダイヤ改正で、新たにシュピッタル - リエンツ間がS1系統となった。
2020年末に、全区間で毎日1時間に1本の運行となった。
2023年度より、フィラハ - シュピッタル間で平日に限り毎時1本が増発された。

- S1系統：　ザンクトファイト - フィラハ - ヘアマゴー　【平日運行】
平日午後に、1時間に1本運行する。フィラハ以西は670号線に直通する。
2019年以前は、670号線に直通せず、フィラハ発着であった。

- S1/S2系統： フリーザハ - リエンツ - ジリアン
一日1往復の運行。リエンツを境に系統番号が分かれ、リエンツ以西でS1系統、リエンツ以東でS2系統として運行する。
2020年以前は、リエンツ以西でレギオナルツーク(R)として運行していた。

- S2系統： リエンツ - サンカンディド - フォルテッツァ
1時間に1本の運行だが、サンカンディド以西はイタリア国鉄210号線に直通する。各駅に停車する。
2020年以前は快速(REX)として運行していた（ただし各駅停車）。また、平日は2時間間隔が空くこともあった。

### 過去の運行種別
- 普通「レギオナルツーク(R)」
  - フリーザハ → シュピッタル → リエンツ
2018年以前、朝のみ、片道1本のみ運行していた。フリーザハ - シュピッタル間はSバーン(S1)として運行していた。

## 駅一覧
以下では、ドラウ谷線の駅と営業キロ、停車列車、接続路線などを一覧表で示す。

### スロヴェニア国内
全て各駅停車。
| 路線名                         | 駅名       | 駅間営業キロ | 累計営業キロ | 接続路線                        | 所在地                     | 所在地     |
| ------------------------------ | ---------- | ------------ | ------------ | ------------------------------- | -------------------------- | ---------- |
|                                | マリボル駅 | -            | 0.0          | ジダニ・モスト - シェンティリ線 | シュタイェルスカ地方       | マリボル市 |
| マリボル・タボル駅             | 0.9        | 0.9          |              |                                 | シュタイェルスカ地方       | マリボル市 |
| マリボル・ストゥデンツィ駅     | 1.0        | 1.9          |              |                                 | シュタイェルスカ地方       | マリボル市 |
| マリボル・ソコルスカ駅         | 0.7        | 2.6          |              |                                 | シュタイェルスカ地方       | マリボル市 |
| マルレス駅                     | 2.2        | 4.8          |              |                                 | シュタイェルスカ地方       | マリボル市 |
| リンブシュ駅                   | 1.1        | 5.9          |              |                                 | シュタイェルスカ地方       | マリボル市 |
| ビストリツァ・オブ・ドラヴィ駅 | 2.2        | 8.1          |              | ルシェ町                        | シュタイェルスカ地方       |            |
| ルシェ・トヴァルナ駅           | 3.3        | 11.4         |              | ルシェ町                        | シュタイェルスカ地方       |            |
| ルシェ駅                       | 1.0        | 12.4         |              | ルシェ町                        | シュタイェルスカ地方       |            |
| ファラ駅                       | 5.9        | 18.3         |              | ルシェ町                        | シュタイェルスカ地方       |            |
| ルタ駅                         | 6.5        | 24.8         |              | ロヴレンツ・ナ・ポホリュ町      | シュタイェルスカ地方       |            |
| オジバルト駅                   | 2.6        | 27.4         |              | ロヴレンツ・ナ・ポホリュ町      | シュタイェルスカ地方       |            |
| ポドヴェルカ駅                 | 7.1        | 34.5         |              | ポドヴェルカ町                  | シュタイェルスカ地方       |            |
| ヴフレド・エレクトラルナ駅     | 5.1        | 39.6         |              | ポドヴェルカ町                  | シュタイェルスカ地方       |            |
| ヴフレド駅                     | 4.1        | 43.7         |              | ラドリェ・オブ・ドラヴィ町      | シュタイェルスカ地方       |            |
| スヴェティ・ヴィド駅           | 4.0        | 47.7         |              | コロシュカ地方                  | ヴゼニツァ町               |            |
| ヴゼニツァ駅                   | 4.0        | 51.7         |              | コロシュカ地方                  | ヴゼニツァ町               |            |
| トルボニェ湖駅                 | 2.4        | 54.1         |              | コロシュカ地方                  | ドラヴォグラド町           |            |
| トルボニェ駅                   | 2.0        | 56.1         |              | コロシュカ地方                  | ドラヴォグラド町           |            |
| スヴェティ・ダニイェル駅       | 3.5        | 59.6         |              | コロシュカ地方                  | ドラヴォグラド町           |            |
| ドラヴォグラド駅               | 3.6        | 63.2         |              | コロシュカ地方                  | ドラヴォグラド町           |            |
| ポドクランツ駅                 | 1.7        | 64.9         |              | コロシュカ地方                  | ドラヴォグラド町           |            |
| ドブリイェ駅                   | 4.3        | 69.2         |              | コロシュカ地方                  | ラヴネ・ナ・コロシュケム町 |            |
| ラヴネ・ナ・コロシュケム駅     | 1.8        | 71.0         |              | コロシュカ地方                  | ラヴネ・ナ・コロシュケム町 |            |
| プレヴァリェ駅                 | 3.3        | 74.3         |              | コロシュカ地方                  | プレヴァリェ町             |            |
| ホルメツ駅                     | 7.7        | 82.0         |              | コロシュカ地方                  | プレヴァリェ町             |            |
| ブライブルク駅                 | 4.3        | 86.3         | 620号線      | ケルンテン州                    | フェルカーマルクト郡       |            |

### 620号線
ブライブルク～クラーゲンフルト間については、620号線の記事を参照。

### 601,223号線
- 種別
  - RJ：超特急「レイルジェット」
  - EN：寝台特急「ユーロナイト」
  - EC：特急「ユーロシティ」
  - IC：特急「インターシティ」
  - D：特急「シュネルツーク」
  - REX：快速「レギオナルエクスプレス」
  - S：普通「Sバーン」
- 停車駅
  - ■印：全列車停車
  - ●印：一部通過
  - ◐、◑印：半数停車
  - ○印：一部停車
  - ｜印：全列車通過

| 路線名 | 駅名                                     | 駅間営業キロ | 累計営業キロ       | 累計営業キロ              | NJ | EN | RJ | EC | IC | D  | REX | S | 接続路線 | 所在地                               | 所在地                                   |
| ------ | ---------------------------------------- | ------------ | ------------------ | ------------------------- | -- | -- | -- | -- | -- | -- | --- | - | --- | ------------------------------------ | ---------------------------------------- |
| 601    | フリーザハ駅                             | -            |                    | クラーゲンフルトから 52.7 | ｜ |    | ◐  |    | ■  | ■  | ■   | ■ | 600号線（ウィーン方面） | ケルンテン州                         | ザンクト・ファイト・アン・デア・グラン郡 |
| 601    | ミヒェルドルフ・ヒルト駅                 | 4.7          |                    | 48.0                      | ｜ |    | ｜ |    | ｜ | ｜ | ▼∧  | ■ | | ケルンテン州                         | ザンクト・ファイト・アン・デア・グラン郡 |
| 601    | トライバッハ・アルトホーフェン駅         | 6.1          |                    | 41.9                      | ｜ |    | ◑  |    | ●  | ■  | ■   | ■ | | ケルンテン州                         | ザンクト・ファイト・アン・デア・グラン郡 |
| 601    | カッペル・アム・クラップフェルト駅       | 3.5          |                    | 38.4                      | ｜ |    | ｜ |    | ｜ | ｜ | ○   | ■ | | ケルンテン州                         | ザンクト・ファイト・アン・デア・グラン郡 |
| 601    | パッサリンク駅                           | 4.2          |                    | 34.2                      | ｜ |    | ｜ |    | ｜ | ｜ | ○   | ■ | | ケルンテン州                         | ザンクト・ファイト・アン・デア・グラン郡 |
| 601    | ラウンスドルフ・ホホシュターヴィツ駅     | 5.7          |                    | 28.5                      | ｜ |    | ｜ |    | ｜ | ｜ | ▼∧  | ■ | | ケルンテン州                         | ザンクト・ファイト・アン・デア・グラン郡 |
| 601    | ザンクト・ゲオルゲン・アム・レングゼー駅 | 2.7          |                    | 25.8                      | ｜ |    | ｜ |    | ｜ | ｜ | ｜  | ■ | | ケルンテン州                         | ザンクト・ファイト・アン・デア・グラン郡 |
| 601    | ザンクト・ファイト・アン・デア・グラン駅 | 5.7          |                    | 20.1                      | ▼∧ |    | ■  |    | ■  | ■  | ■   | ■ | 650号線（フェルトキルヒェン方面） | ケルンテン州                         | ザンクト・ファイト・アン・デア・グラン郡 |
| 601    | グランドルフ駅                           | 2.8          |                    | 17.3                      | ｜ |    | ｜ |    | ｜ | ｜ | ｜  | ■ | | ケルンテン州                         | ザンクト・ファイト・アン・デア・グラン郡 |
| 601    | マーリア・ザール駅                       | 8.5          |                    | 8.8                       | ｜ |    | ｜ |    | ｜ | ｜ | ○   | ■ | | ケルンテン州                         | クラーゲンフルトラント郡                 |
| 601    | アンナビフル駅                           | 4.4          |                    | 4.4                       | ｜ |    | ｜ |    | ｜ | ｜ | ○   | ■ | | ケルンテン州                         | クラーゲンフルト市                       |
| 601    | クラーゲンフルト東駅                     | 3.2          |                    | 1.2                       | ｜ |    | ｜ |    | ｜ | ｜ | ●   | ■ | | ケルンテン州                         | クラーゲンフルト市                       |
| 601    | クラーゲンフルト本駅                     | 1.2          | マリボルから 125.9 | 0.0                       | ■  |    | ■  | ■  | ■  | ■  | ■   | ■ | 620号線（ヴォルフスベルク方面）、660号線（ヴァイツェルスドルフ方面）                                                                 | ケルンテン州                         | クラーゲンフルト市                       |
| 601    | レント駅                                 | 2.5          | 128.4              | 2.5                       | ｜ |    | ｜ | ｜ | ｜ | ｜ | ●   | ■ | | ケルンテン州                         | クラーゲンフルト市                       |
| 601    | クラーゲンフルト西駅                     | 1.3          | 129.7              | 3.8                       | ｜ |    | ｜ | ｜ | ｜ | ｜ | ●   | ■ | | ケルンテン州                         | クラーゲンフルト市                       |
| 601    | クルンペンドルフ駅                       | 3.6          | 133.3              | 7.4                       | ｜ |    | ○  | ■  | ○  | ｜ | ●   | ■ | | ケルンテン州                         | クラーゲンフルトラント郡                 |
| 601    | プリチツ駅                               | 4.3          | 137.6              | 11.7                      | ｜ |    | ｜ | ｜ | ｜ | ｜ | ｜  | ■ | | ケルンテン州                         | クラーゲンフルトラント郡                 |
| 601    | ペアチャハ・ヴェアター湖駅               | 2.1          | 139.7              | 13.8                      | ｜ |    | ●  | ■  | ■  | ■  | ●   | ■ | | ケルンテン州                         | クラーゲンフルトラント郡                 |
| 601    | テーシリンク駅                           | 2.8          | 142.5              | 16.6                      | ｜ |    | ｜ | ｜ | ｜ | ｜ | ｜  | ■ | | ケルンテン州                         | クラーゲンフルトラント郡                 |
| 601    | フェルデン・アム・ヴェアター・ゼー駅     | 5.4          | 147.9              | 22.0                      | ｜ |    | ●  | ■  | ●  | ■  | ●   | ■ | | ケルンテン州                         | フィラハラント郡                         |
| 601    | リント・ローゼク駅                       | 3.8          | 151.7              | 25.8                      | ｜ |    | ｜ | ｜ | ｜ | ｜ | ○   | ■ | | ケルンテン州                         | フィラハラント郡                         |
| 601    | フェーダーラハ駅                         | 3.3          | 155.0              | 29.1                      | ｜ |    | ｜ | ｜ | ｜ | ｜ | ●   | ■ | | ケルンテン州                         | フィラハラント郡                         |
| 601    | フィラハ・ゼーバッハ駅                   | 7.2          | 162.2              | 36.3                      | ｜ |    | ｜ | ｜ | ｜ | ｜ | ○   | ■ | | ケルンテン州                         | フィラハ市                               |
| 601    | フィラハ本駅                             | 2.1          | 164.3              | 38.4                      | ■  | ■  | ■  | ■  | ■  | ■  | ■   | ■ | 221号線（ザグレブ方面） 650号線（フェルトキルヒェン方面）、670号線（ヘアマゴー方面） イタリア国鉄 イタリア国鉄15号線（ベネチア方面） | ケルンテン州                         | フィラハ市                               |
| 601    | プフ・バイ・フィラハ駅                   | 9.7          | 174.0              | 48.1                      | ｜ | ｜ | ｜ | ｜ | ｜ | ｜ | ○   | ■ | | ケルンテン州                         | フィラハラント郡                         |
| 601    | ヴァイセンシュタイン・ケラーベルク駅     | 3.7          | 177.7              | 51.8                      | ｜ | ｜ | ｜ | ｜ | ｜ | ｜ | ○   | ■ | | ケルンテン州                         | フィラハラント郡                         |
| 601    | パーターニオン・ファイシュトリッツ駅     | 5.5          | 183.2              | 57.3                      | ｜ | ｜ | ｜ | ｜ | ｜ | ｜ | ■   | ■ | | ケルンテン州                         | フィラハラント郡                         |
| 601    | マルクト・パーターニオン駅               | 2.5          | 185.7              | 59.8                      | ｜ | ｜ | ｜ | ｜ | ｜ | ｜ | ｜  | ■ | | ケルンテン州                         | フィラハラント郡                         |
| 601    | ファーンドルフ駅                         | 1.3          | 187.0              | 61.1                      | ｜ | ｜ | ｜ | ｜ | ｜ | ｜ | ○   | ■ | | ケルンテン州                         | フィラハラント郡                         |
| 601    | ローテントゥルン駅                       | 4.7          | 191.7              | 65.8                      | ｜ | ｜ | ｜ | ｜ | ｜ | ｜ | ｜  | ■ | | ケルンテン州                         | シュピッタル・アン・デア・ドラウ郡       |
| 601    | シュピッタル・ミルシュテッターゼー駅     | 8.4          | 200.1              | 74.2                      | ｜ | ■  | ■  | ■  | ■  | ■  | ■   | ■ | 220号線（ウィーン方面） | ケルンテン州                         | シュピッタル・アン・デア・ドラウ郡       |
| 223    | レンドルフ駅                             | 6.6          | 206.7              | 80.8                      |    |    | ｜ |    | ｜ | ｜ |     | ■ | | ケルンテン州                         | シュピッタル・アン・デア・ドラウ郡       |
| 223    | メルブリュッケ・ザクセンブルク駅         | 3.9          | 210.6              | 84.7                      |    |    | ｜ |    | ｜ | ｜ |     | ■ | | ケルンテン州                         | シュピッタル・アン・デア・ドラウ郡       |
| 223    | マルクト・ザクセンブルク駅               | 2.5          | 213.1              | 87.2                      |    |    | ｜ |    | ｜ | ｜ |     | ■ | | ケルンテン州                         | シュピッタル・アン・デア・ドラウ郡       |
| 223    | クレーブラハ・リント駅                   | 6.5          | 219.6              | 93.7                      |    |    | ｜ |    | ｜ | ｜ |     | ■ | | ケルンテン州                         | シュピッタル・アン・デア・ドラウ郡       |
| 223    | シュタインフェルト・イム・ドラウタル駅   | 6.9          | 226.5              | 100.6                     |    |    | ｜ |    | ｜ | ｜ |     | ■ | | ケルンテン州                         | シュピッタル・アン・デア・ドラウ郡       |
| 223    | グライフェンブルク・ヴァイセンゼー駅     | 5.6          | 232.1              | 106.2                     |    |    | ■  |    | ■  | ▼∧ |     | ■ | | ケルンテン州                         | シュピッタル・アン・デア・ドラウ郡       |
| 223    | ベルク・イム・ドラウタル駅               | 5.3          | 237.4              | 111.5                     |    |    | ｜ |    | ｜ | ｜ |     | ■ | | ケルンテン州                         | シュピッタル・アン・デア・ドラウ郡       |
| 223    | デラハ・イム・ドラウタル駅               | 4.4          | 241.8              | 115.9                     |    |    | ｜ |    | ｜ | ｜ |     | ■ | | ケルンテン州                         | シュピッタル・アン・デア・ドラウ郡       |
| 223    | イアシェン駅                             | 4.8          | 246.6              | 120.7                     |    |    | ｜ |    | ｜ | ｜ |     | ■ | | ケルンテン州                         | シュピッタル・アン・デア・ドラウ郡       |
| 223    | オーバードラウブルク駅                   | 3.3          | 249.9              | 124.0                     |    |    | ■  |    | ■  | ■  |     | ■ | | ケルンテン州                         | シュピッタル・アン・デア・ドラウ郡       |
| 223    | ニコルスドルフ駅                         | 7.1          | 257.0              | 131.1                     |    |    | ｜ |    | ｜ | ｜ |     | ■ | | チロル州                             | リエンツ郡                               |
| 223    | デルサハ駅                               | 6.2          | 263.2              | 137.3                     |    |    | ｜ |    | ｜ | ｜ |     | ■ | | チロル州                             | リエンツ郡                               |
| 223    | リエンツ・ペゲッツ駅                     | 3.5          | 266.7              | 140.8                     |    |    | ｜ |    | ｜ | ｜ |     | ■ | | チロル州                             | リエンツ郡                               |
| 223    | リエンツ駅                               | 1.7          | 268.4              | 142.5                     |    |    | ■  |    | ■  | ■  | ■   | ■ | | チロル州                             | リエンツ郡                               |
| 223    | タル駅                                   | 9.9          | 278.3              | 152.4                     |    |    |    |    |    |    | ｜  | ■ | | チロル州                             | リエンツ郡                               |
| 223    | ミッテヴァルト・アン・デア・ドラウ駅     | 6.2          | 284.5              | 158.6                     |    |    |    |    |    |    | ｜  | ■ | | チロル州                             | リエンツ郡                               |
| 223    | アプファルタースバッハ駅                 | 7.0          | 291.5              | 165.6                     |    |    |    |    |    |    | ｜  | ■ | | チロル州                             | リエンツ郡                               |
| 223    | タッセンバッハ駅                         | 3.9          | 295.4              | 169.5                     |    |    |    |    |    |    | ｜  | ■ | | チロル州                             | リエンツ郡                               |
| 223    | ジリアン駅                               | 3.2          | 298.6              | 172.7                     |    |    |    |    |    |    | ■   | ■ | | チロル州                             | リエンツ郡                               |
| 223    | ヴェルトランブルン駅                     | 2.8          | 301.4              | 175.5                     |    |    |    |    |    |    | ｜  | ■ | | チロル州                             | リエンツ郡                               |
| 223    | ヴェルシアコ・エルモ駅                   | 5.3          | 306.7              | 180.8                     |    |    |    |    |    |    | ●   | ■ | | トレンティーノ＝アルト・アディジェ州 | ボルツァーノ自治県                       |
| 223    | サン・カンディド駅                       | 4.4          | 311.1              | 185.2                     |    |    |    |    |    |    | ■   | ■ | イタリア国鉄210号線（フォルテッツァ方面）                                                                                            | トレンティーノ＝アルト・アディジェ州 | ボルツァーノ自治県                       |